# Joe Pass
Joe Pass, Joseph Anthony Jacobi Passalacqua (Nuevo Brunswick, 13 de enero de 1929 - Los Ángeles, 23 de mayo de 1994), fue un músico de jazz estadounidense. Caracterizado por su uso del walking bass, del contrapunto melódico en medio del curso de una improvisación y de un estilo melódico de acordes, se trata de uno de los más alabados guitarristas de jazz, tanto por la crítica como por sus compañeros de profesión, a algunos de los cuales sirvió de eficiente acompañante en distintos trabajos.

## Reseña biográfica
Este guitarrista se confesó siempre un ferviente admirador de Django Reinhardt e incluso en sus inicios formó un grupo a imagen y semejanza del Quinteto del Hot Club de Francia al tiempo que se interesaba por el bebop naciente. Sin embargo, no fue hasta principios de los sesenta cuando Joe Pass comenzó a convertirse en la popular figura que llegaría a ser, especialmente de la mano del infatigable promotor Norman Granz, quien lo transformó en una de las estrellas de la discográfica Pablo y le ofreció la posibilidad de medirse con artistas de la talla de Benny Carter, Milt Jackson o Ella Fitzgerald, con los cuales grabó algunas de sus mejores obras. Un buen ejemplo del saber hacer de este guitarrista lo tenemos en la colección de discos editados por el mencionado sello discográfico con el nombre de "Virtuoso". Impecable en la ejecución -nítida y pulcra sin por ello caer en la frialdad- e ingenioso en su fraseo, Joe Pass ha sido uno de los más personales guitarristas de las últimas décadas, creándose un estilo propio al margen de las grandes corrientes coetáneas de ese instrumento y estableciéndose como un elegantísimo acompañante que en ningún caso renunció a su propio estilo. 
Pass grabó una serie de álbumes durante la década de los 60 para el sello Pacific Jazz Records, incluyendo sus primeras obras clásicas Catch Me, 12-String Guitar, For Django y Simplicity. En 1963, Pass recibió el premio "New Star Award" de la revista Down beat. Pass también participó en las grabaciones de Pacific de Gerald Wilson, Bud Shank y Les McCann. Giró con George Shearing en 1965.
Fue sideman con Louis Bellson, Frank Sinatra, Sarah Vaughan, Joe Williams, Della Reese, Johnny Mathis, y trabajó en programas de televisión incluyendo The Tonight Show con Johnny Carson, The Merv Griffin Show, The Steve Allen Show, y otros. A principios de los 70, Pass y el guitarrista Herb Ellis se presentaban regularmente en el club de jazz Donte de Los Ángeles. Esta colaboración llevó a que Pass y Ellis grabaran el primer álbum de la nueva etiqueta Concord Jazz, titulado simplemente Jazz, junto con el bajista Ray Brown y el baterista Jake Hanna. A principios de los 70, Pass también colaboró en una serie de libros de música, y su Joe Pass Guitar Style (escrito con Bill Thrasher) es considerado un libro de texto básico de improvisación para estudiantes de jazz.
Norman Granz, el fundador de Verve Records fichó para su nuevo sello Pablo Records a Pass en 1970. En 1974, Pass lanzó su álbum en solitario Virtuoso en Pablo Records. También en 1974, Pablo Records lanzó el álbum The Trio con Pass, Oscar Peterson, y Niels-Henning Ørsted Pedersen. Actuó con ellos en muchas ocasiones durante los años setenta y ochenta. En los premios Grammy de 1975, The Trio ganó el premio Grammy a la mejor interpretación de jazz por un grupo. Durante su etapa en Pablo Records, Pass también grabó con Benny Carter, Milt Jackson, Herb Ellis, Zoot Sims, Duke Ellington, Dizzy Gillespie, Ella Fitzgerald, Count Basie y otros.
Pass y Ella Fitzgerald grabaron seis discos juntos en Pablo Records, hacia el final de la carrera de Fitzgerald: Take Love Easy (1973), Fitzgerald y Pass ... Again (1976), Hamburg Duets - 1976 (1975, 1983), Speak Love (1983) y Easy Living (1986).
En 1994, Joe Pass murió de cáncer de hígado en Los Ángeles, California, a la edad de 65 años. Antes de su muerte, había grabado un álbum de versiones instrumentales de canciones de Hank Williams con el guitarrista de música country Roy Clark.

## Discografía
| Nombre                                                             | Discográfica           | Año   |
| ------------------------------------------------------------------ | ---------------------- | ----- |
| Sounds of Synanon                                                  | Pacific Jazz           | 1962  |
| Brasamba!                                                          | Pacific Jazz           | 1963  |
| Catch Me!                                                          | Pacific Jazz           | 1963  |
| Joy Spring                                                         | Pacific Jazz           | 1964  |
| For Django (12")                                                   | Fontana/Pacific Jazz   | 1964  |
| A Sign Of The Times (LP)                                           | World Pacific          | 1965  |
| Guitar Interludes (álbum) (2 versiones)                            | Discovery Records      | 1969  |
| Guitar Interludes (LP, RE)                                         | Discovery Records      | 1977  |
| Guitar Interludes (LP, álbum)                                      | Discovery Records      | 1969  |
| Intercontinental (LP, álbum)                                       | MPS Records            | 1970  |
| Take Love Easy (LP)                                                | Pablo Records          | 1974  |
| Two For The Road (LP)                                              | Pablo Records          | 1974  |
| At The Montreux Jazz Festival 1975 (LP, álbum)                     | Pablo Records          | 1975  |
| Virtuoso (LP, álbum)                                               | Pablo Records          | [1975 |
| Fitzgerald & Pass...Again (LP)                                     | Pablo Records          | 1976  |
| The Giants (LP, álbum)                                             | Pablo Records          | 1977  |
| Tudo Bem! (LP)                                                     | Pablo Records          | 1978  |
| Virtuoso (LP, álbum)                                               | PGP RTB                | 1978  |
| "Chops" (LP)                                                       | Pablo Records          | 1979  |
| Quadrant (LP)                                                      | Pablo Records          | 1979  |
| Joe Pass (LP)                                                      | Amiga                  | 1980  |
| The Complete "Catch Me" Sessions (LP)                              | Blue Note              | 1980  |
| Checkmate (LP)                                                     | Pablo Records          | 1981  |
| Ira, George And Joe - Joe Pass Loves Gershwin (LP)                 | Pablo Records          | 1982  |
| The Alternative Blues (LP, álbum)                                  | Pablo Records          | 1982  |
| Blues For 2 (LP)                                                   | Pablo Records          | 1983  |
| The Best Of Joe Pass (LP)                                          | Pablo Records          | 1983  |
| Live At Long Beach City College (LP)                               | Pablo Records          | 1984  |
| Whitestone (LP)                                                    | Pablo Records          | 1985  |
| Easy Living (CD)                                                   | Pablo Records          | 1986  |
| Speak Love (CD, álbum)                                             | Pablo Records          | 1987  |
| Blues For Fred (CD, álbum)                                         | Pablo Records          | 1988  |
| Montreux '77 (CD)                                                  | Pablo Records          | 1989  |
| Montreux '77 (LP)                                                  | Pablo Records          | 1989  |
| Summer Nights (LP)                                                 | Pablo Records          | 1990  |
| Two For The Road (CD)                                              | Fantasy                | 1992  |
| Porgy And Bess (CD, álbum, RM)                                     | Fantasy                | 1994  |
| Better Days (CD, Comp.)                                            | Hot Wire Records, EFA  | 1995  |
| Guitar Virtuoso (4CD, Comp.)                                       | Pablo Records          | 1997  |
| Oscar Peterson Et Joe Pass À La Salle Pleyel (2CD, álbum)          | Pablo Records          | 1997  |
| Checkmate (CD, álbum)                                              | Original Jazz Classics | 1998  |
| Meditation (CD, álbum)                                             | Pablo Records          | 2002  |
| Simplicity / A Sign Of The Times (CD, RE)                          | Euphoria Jazz          | 2002  |
| A Man And His Guitar - Live At Long Beach City College (CD, álbum) | Pablo Records          |       |
| The Complete Pacific Joe Pass Quartet Sessions                     | Mosaic Records         | 2002  |